# Mariano Tobeñas
Mariano Tobeñas Mirabent (Zaragoza, España 1874 – Sancti Spíritus, Cuba 1952) fue un pintor hispano-cubano radicado en Sancti Spiritus, Cuba, que se destacó como paisajista y retratista en la primera mitad del siglo XX.

## Biografía
Su padre fue un militar español destacado en Cuba durante la guerra de 1868 y su madre una criolla de la ciudad de Bayamo. La pareja emigró a Zaragoza, España donde nació Mariano como único hijo. Tras la muerte prematura de su madre, el padre contrajo matrimonio nuevamente y Mariano decidió emigrar a Cuba con su familia materna. 
En 1902 se radica en el Jíbaro, pequeño poblado al sur de Sancti Spiritus. Más tarde se mudó a la ciudad de Sancti Spiritus donde funge como profesor de matemáticas en el Instituto de Segunda Enseñanza, y paralelamente desarrolló una prolija carrera como pintor hasta su muerte.

## Obra

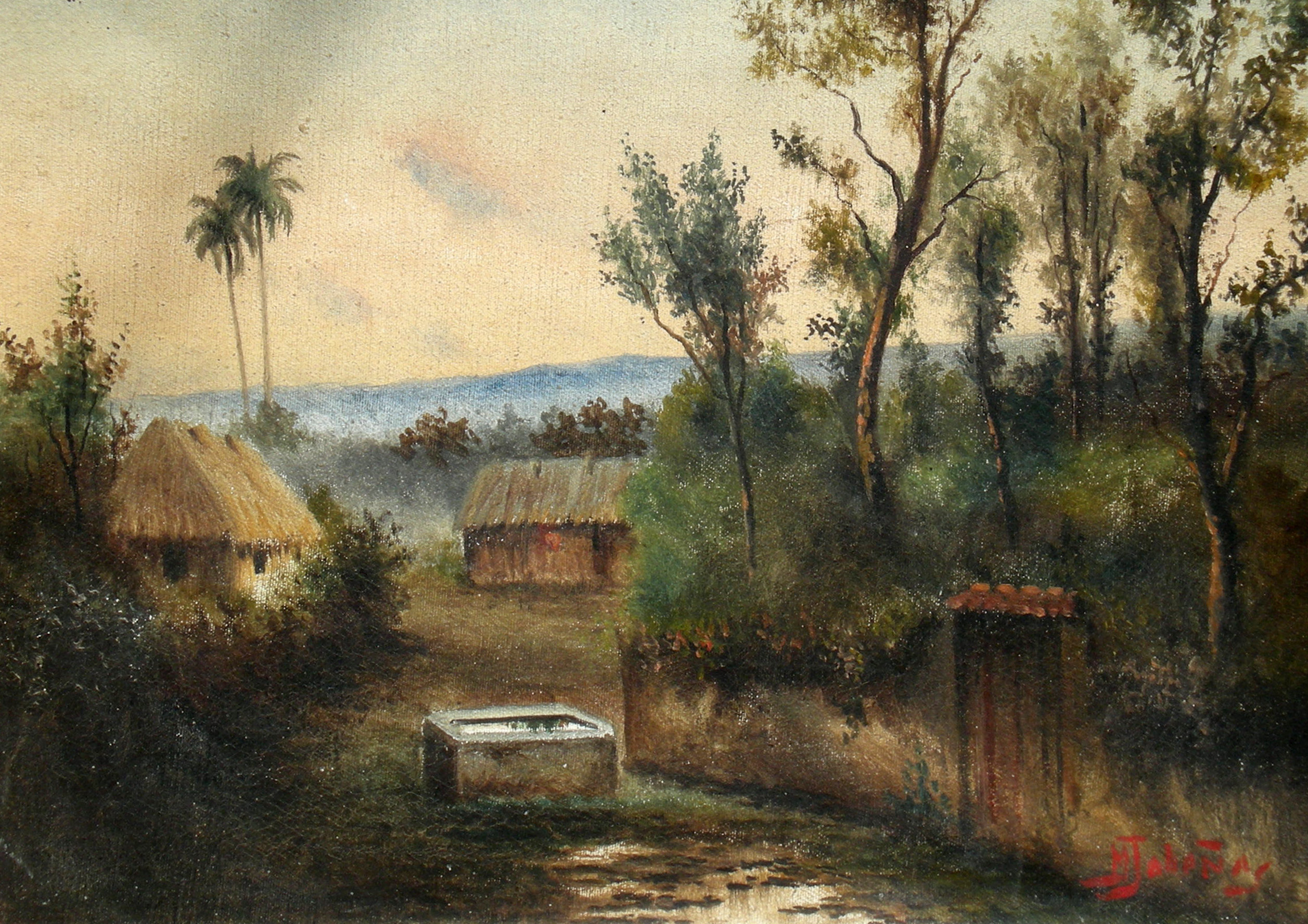
Paisaje Rural. Mariano Tobeñas

Su pintura es fundamentalmente academicista destacándose sobre todo su paisajística de gran colorido. Es la palma real y la intensa luz, característica de Cuba, su más admirado valor. Algunas de sus obras se exhiben en lugares como la antigua casa de Dupont en Varadero y en la sede central de la Logia Masónica de la Habana. Gran parte de su obra fue exportada al extranjero, sobre todo a Estados Unidos, después del triunfo de la revolución de 1959.
Fue uno de los pintores más destacados del centro de la isla en la primera mitad del siglo XX.
Actuales plásticos cubanos como Thelvia Marín fueron sus alumnos.